# Cecilio Acosta Gadea
Cecilio Acosta Gadea (* 2. August 1899 in Caracas, Venezuela; † 1957) war ein venezolanischer Pianist, Komponist, Schriftsteller und Journalist.

## Leben
Cecilio Acosta Gadea studierte am Colegio Jose de Tarbes in Caracas und später an der Academia de Musica in Barquisimeto. 1914 begründete er in Barquisimeto die Zeitung El Ciudadano und leitete sie. Er arbeitete mit anderen regionalen Zeitschriften zusammen. Er war Professor für Medienerziehung und Parlamentarier.

## Werke (Auswahl)

### Bühnenwerke
- Sueno de Acibar. Zarzuela

### Klavierwerke
- Lejanias. Walzer für Klavier
- Mar Azul. Walzer für Klavier
- Plenitud. Walzer für Klavier
- Maria Teresa. Walzer für Klavier
- Matilde. Walzer für Klavier
- Panchita. Walzer für Klavier
- Vida y ensueno. Walzer für Klavier
- Via Dolorosa. Marcha religiosa für Klavier